# Пежаново
Пежаново (пол. Perzanowo) — село в Польщі, у гміні Червонка Маковського повіту Мазовецького воєводства.
Населення — 214 осіб (2011).
У 1975-1998 роках село належало до Остроленцького воєводства.

## Демографія
Демографічна структура станом на 31 березня 2011 року:
|          | Загалом | Допрацездатний вік | Працездатний вік | Постпрацездатний вік |
| -------- | ------- | ------------------ | ---------------- | -------------------- |
| Чоловіки | 108     | 16                 | 85               | 7                    |
| Жінки    | 106     | 19                 | 59               | 28                   |
| Разом    | 214     | 35                 | 144              | 35                   |